# سوسوزن

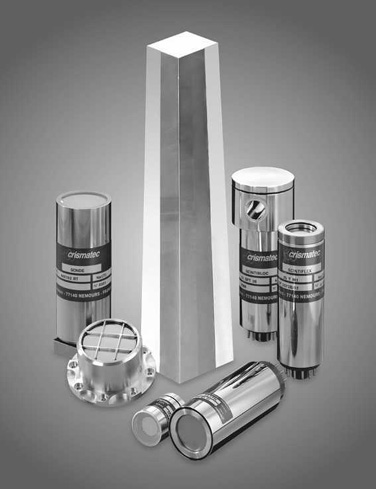
کریستال سوسوزن که توسط مجموعه‌های مختلف آشکارساز سوسوزن احاطه شده‌است

سوسوزن (به انگلیسی: Scintillator) ماده‌ای است که وقتی توسط پرتوهای یونیزه‌کننده برانگیخته می‌شود از خود سوسوزنی نشان می‌دهد. این پدیده خود نوعی خصلت لومینسانسی محسوب می‌شود. وقتی مواد شب‌تاب با ذره‌ای وارد شده برخورد می‌کنند، انرژی آن را جذب کرده و سوسو می‌زنند (یعنی انرژی جذب شده را دوباره به شکل نور ساطع می‌کنند). گاهی اوقات حالت برانگیخته ناپایدار است، بنابراین بازگشت از حالت برانگیخته به حالت‌های پایین‌تر به تأخیر می‌افتد (بسته به ماده، از چند نانوثانیه تا چند ساعت لازم است). سپس این فرایند با یکی از دو پدیده مطابقت دارد: فلورسانس تأخیری یا فسفرسانس. این موضوع به نوع انتقال و در نتیجه طول موج فوتون نوری ساطع شده بستگی دارد.